# Юнатан Парр
Юнатан Парр (норв. Jonathan Parr, нар. 21 жовтня 1988, Осло, Норвегія) — норвезький футболіст, фланговий захисник клубу «Стремсгодсет».

## Клубна кар'єра

### Початок
Юнатан Парр народився в Осло і починав грати у футбол у місцевих командах. Згодом він приєднався до футбольної школи клубу «Люн». З 2006 року Парр став гравцем основи і 30 квітня того року зіграв свій перший матч за команду. Парр грає на лівому фланзі як захисник, так і на позиції вінгера.
У березні 2007 року Парр підписав трирічний контракт з клубом «Олесунн», з яким виграв два національних кубки. У 2010 році футболіст ще на рік продовжив контракт з клубом.

### «Крістал Пелес», «Іпсвіч Таун»
Влітку 2011 року Парр уклав трирічну угоду з англійським клубом «Крістал Пелес». Вже за результатами першого сезону норвежця було визнано гравцем року у команді. Сезон 2012/13 Парр почав як основний гравець команди, поки у квітні 2013 року його не спіткала прикра травма гомілки. Та все ж своєю грою футболіст допоміг команді вийти до Прем'єр-ліги. І в грудні 2013 року дебютував у турнірі АПЛ.
Ще два роки Парр провів у клубі «Іпсвіч Таун».

### «Стремсгодсет»
У січня 2016 року Юнатан Парр повернувся до Норвегії, де приєднався до клубу «Стремсгодсет», з яким підписав контракт на 3,5 роки.

## Збірна
11 травня 2010 року у матчі проти команди Чорногорії Юнатан Парр дебютував у складі національної збірної Норвегії і став першим гравцем «Олесунна» у національній збірній.

## Досягнення
Олесунн
 Переможець Кубка Норвегії (2): 2009, 2011
Індивідуальні
- Гравець року у «Крістал Пелес»: 2011/12